# Sekira, Otok
Sekira (nemško Sekirn) je naselje v Občini Otok v Okraju Celovec-dežela na Koroškem v Avstriji.